# Wehrwirtschafts- und Rüstungsamt
Das Wehrwirtschafts- und Rüstungsamt (Abkürzung WiRüAmt) war eine 1939 aus dem Wehrwirtschaftsstab hervorgegangene und bis 1942/43 existierende Dienststelle des Oberkommandos der Wehrmacht (OKW) zur Organisation der deutschen Kriegswirtschaft unter Leitung von General Georg Thomas.

## Geschichte und Aufgaben
Vorläufer war der 1924 gegründete Nachschubstab beim Heereswaffenamt, der ab 1929 Wirtschaftsstab hieß. Aus diesem entstand im Oktober 1935 der Wehrwirtschaftsstab, der aus der im Herbst 1934 gegründeten Dienststelle Wehrwirtschafts- und Waffenwesen beim Wehrmachtamt im Reichswehrministerium hervorging. Der Wehrwirtschaftsstab, der ab 1935 direkt dem Kriegsminister Werner von Blomberg und ab dem 4. Februar 1938 dem OKW unterstand, plante die Organisation der Kriegswirtschaft bzw. die Aufrüstung der Wehrmacht unter Abstimmung der Rüstungsprogramme von Heer, Luftwaffe und Marine. Weiterhin war er für die Vorbereitung der wirtschaftlichen Mobilmachung, der Überprüfung der Preise für Rüstungsgüter, Wirtschaftsspionage und wehrwirtschaftliche Propaganda verantwortlich.

## Wehrwirtschaft
Der Begriff „Wehrwirtschaft“ entstand während 1920er Jahren im Zusammenhang mit den geheimen Aufrüstungsbemühungen der Reichswehr und umfasste nach der Definition von Thomas die „die technisch-wirtschaftlichen Vorbereitungsmaßnahmen der Wirtschaft für einen Krieg“ und „die Lehre von der wirtschaftlichen Wehrkraft des eigenen Landes und der anderer Staaten, sowie die Lehre von den Zusammenhängen, die zwischen Wirtschaft und militärischer Wehrkraft sowohl in materieller als auch ideeller Hinsicht bestehen“. Die Nationalsozialisten übernahmen den Begriff, verhalfen ihm zum Durchbruch und prägten ihn in ihrem Sinne. Für die Nationalsozialisten gab weder eine Friedens- noch eine Kriegswirtschaft, sondern nur eine Wehrwirtschaft in der neben die Kategorie der Rentabilität die militärische Existenzsicherung trat.
Die kriegswirtschaftlichen Belange umfassten u. a.:
- Unabhängigkeitsmachung vom Ausland
- Wirtschaftsraumordnung nach militärischen Gesichtspunkten
- Feststellung von potentiellen Engpässen
- Ausbau der Infrastruktur und Vorratswirtschaft
- Überlegungen zur Wirtschaftskriegsführung
- Handelsverträge auch für die Kriegszeit

Um diese sicherzustellen, entspann sich zwischen 1936 und 1939 eine umfangreiche Diskussion in Fachzeitschriften, u. a. im Umfeld der Deutsche Gesellschaft für Wehrpolitik und Wehrwissenschaften, über die Wehrwirtschaft, in der dirigistische und liberale Modelle zu konkurrieren begannen. Man wollte in ihr nicht eine neue Organisationsform, sondern „etwas rein Geistiges“ sehen, bei der in Wirtschaftskreisen das Bewusstsein für die kriegswirtschaftlichen Belange zu wecken ist. Dagegen wurde argumentiert das nur die militärische Führung den Rüstungsbedarf erkennen könne und daher die Wirtschaft durch diese zu steuern ist. Dadurch ließe sich auch die Kriegsgewinnlerei vermeiden. Thomas schrieb das von der Wehrwirtschaftsorganisation der Wirtschaft, in zahlreichen Vorträgen, Propagandaschriften und Tausenden Besuchen in Industriebetrieben klargemacht wurde, dass die Wehrwirtschaft keine Rückkehr zur Kriegswirtschaft oder ein Hineinsteuern auf eine Planwirtschaft bedeutet, sondern eine Umstellung des wirtschaftlichen Denkens und Handelns auf den Gedanken der Landesverteidigung, da die Wirtschaft nur durch ein scharfes Schwert leben und blühen könne. Thomas nimmt für seine Organisation in Anspruch, bereits im Frieden die wirtschaftlichen Kräfte so überlegt und planmäßig auf die Kriegserfordernisse ausgerichtet zu haben, wie es in der Geschichte beinah beispiellos sei.

## Aufbau
Die Organisation umfasste 30.000 Mann, vor allem Offiziere, und bestand aus einem Stab und unterteilte sich in folgende Abteilungen und Gruppen:
- Wehrwirtschaftliche Abteilung
  - Führungsfragen der Kriegswirtschaft
  - Gruppe für Kriegswirtschaftspolitik
  - Gruppe für Wehrwirtschaft des Auslandes
  - Gruppe für Fragen des Wirtschaftskrieges
- Rüstungswirtschaftliche Abteilung
  - Wirtschaftsinspektion
  - Gruppe für Schutzangelegenheiten
  - Gruppe für Arbeitskräfte und Arbeitsbedingungen
- Rohstoffabteilung
  - Gruppe für Metall und Energie
  - Gruppe für Chemie und Mineralerzeugung
  - Referat Rohstoffe verschiedener Art
- Abteilung Vertrags- und Preisprüfung
  - Gruppe für Preisbildung und Wirtschaftsprüfung
  - Gruppe für Marktüberwachung und Statistiken
  - Gruppe Preisüberprüfung für Heeresgerät, Marinegerät und Luftwaffengerät

Zu Kriegsbeginn bestanden 15 Wehrwirtschaftsinspektionen (später umbenannt in Rüstungsinspektionen) und 50 Wehrwirtschaftskommandos mit ca. 300 Offizieren als Außenstellen der Wehrkreiskommandos, welche erstmals eine institutionalisierte Verbindung von Wehrmachts- und Wirtschaftsbelangen darstellte. In dieser sogenannten Mittelinstanz wurde die eigentliche produktionsregulierende Tätigkeit geleistet. Dort entschieden jedoch die Abteilungen Heer, Marine und Luftwaffe die fachlich den Waffenämtern der Wehrmachtsteile unterstanden, so dass das WiRüAmt keine direkten Einfluss auf die Kriegsproduktion hatte.
Dem „Wehrwirtschaftlichen Beirat“ unter der Leitung von Thomas gehörten 12 Mitglieder, u. a. Albert Vögler, Carl Krauch, Tilo von Wilmowsky, Karl Guth, Helmuth Wohlthat und Paul Körner an. Er traf sich im Hotel Esplanade.
Seit den zwanziger Jahren knüpfte Thomas um das Amt ein Netzwerk von Eliten aus Politik, Ministerialverwaltung und Wirtschaft. In Folge seine informellen Charakters ist es laut Paul Fröhlich schon als Erfolg zu werten, wenn zumindest in quantitativer Hinsicht die Existenz eines solchen Netzwerks überhaupt erst ermittelt werden konnte. Einer der Schlüssel sind die Erinnerungen des Leiters der Rohstoffabteilung Friedrich Rieve. Ausgehend von den zahllosen mit der Aufrüstung verbundenen Sitzungen und Besprechungen und seine Mitgliedschaften in Aufsichtsräten und Vorständen, z. B. bei Rheinmetall, den Vereinigten Aluminium-Werken oder der Kontinentale Öl AG, über private Herrenabende, bis hin zu einem Empfang von 60 Personen der Berliner High Society im Dezember 1936 im Hotel Bristol schuf Thomas ein „enormes“ Netzwerk für den Austausch der im Dritten Reich besonders wertvollen Ressource „Information“, als Grundbedingung für Einfluss und Macht, auf. Besonders gute Kontakte hatte Thomas zu Rheinmetall, u. a. über Hans Eltze und über Otto Lummitzsch zur AEG.
Nach Alfred Sohn-Rethel bildete der Wehrwirtschaftsstab eine funktionale Nahtstelle zwischen dem Großkapital und dem Hitler-Regime. Die Wünsche und Klagen der Industrie gingen über Thomas zu Werner von Fritsch, weiter zu Werner von Blomberg, der sie direkt Hitler vorbrachte. Als Verbindungsmann des Wehrwirtschaftsamtes zum OKH fungierte, der alte Regimentskamerad und lebenslange Freund von Thomas, Waldemar Pabst, dem Thomas den Aufsichtsratsposten bei Rheinmetall verschafft hatte.
Die Volkswirtschaftliche Abteilung der I.G. Farben lieferte dem Wehrwirtschaftsamt ab Sommer 1940 eine große Menge an Berichten über die Sowjetunion. Z.B. über deren Sprengstoffproduktion (Juni 1940), Wirtschaftsbeziehungen mit den Ostsee-Staaten (Juli 1940), Maschinenindustrie (September 1940) oder Zementfabriken (April 1941). Die Weihnachtsfeier der Wehrwirtschaftsamts fand 1940 in den Räumlichkeiten der I.G. Farben statt.

## Kampf um die Steuerung der Kriegswirtschaft
Das Amt verstand sich als wirtschaftlicher Generalstab und hatte sich seit 1924 darauf vorbereitet die Rüstungsproduktion zu steuern. Thomas Ideallösung war: „Die Wehrmacht fordert, die Wirtschaft führt aus“. Thomas wurde jedoch von Albert Speer entmachtet. Speers wichtigste Trumpfkarte dabei war dabei sein direkter Zugang zu Hitler, bei dem die schwerfällige und ratlose Rüstungsbürokratie der Wehrmacht jeden Kredit verloren hatte. Thomas erhielt nicht die erhoffte Führungsposition in der Zentralen Planung.
Im Mai 1942 wurde das Rüstungsamt mitsamt der Mittelinstanz in das Reichsministerium für Bewaffnung und Munition eingegliedert. Ende 1942 trat Thomas von der Leitung des Rüstungsamtes zurück und Anfang 1943 auch als Chef des Wehrwirtschaftsamtes. 1943 wurden zahlreiche weitere Arbeitsgebiete in das Reichsministerium für Bewaffnung und Munition eingegliedert. Im Mai 1944 erhielten die Reste die Bezeichnung Feldwirtschaftsamt.